# Un buco nella sabbia
«Un buco nella sabbia» (с итал. — «Дыра в песке») — песня итальянской певицы Мины, написанная Пьеро Соффичи и Альберто Тестой. Песня была выпущена как сингл, заняла 7-е место в итальянском чарте и позже вошла в альбом Studio Uno (1965).
Существует также испаноязычная версия под названием «Un Hoyo en la Arena», выпущенная в Испании в 1964 году на мини-альбоме Mina Canta en Español.
В 1965 году в Японии была выпущена японская версия песни в исполнении Мины со словами Кендзи Сазанами. Песня имела необычайный успех, заняв второе место в чартах, а продажи превысили 400 000 копий; в конце года Мина также была признана лучшим международным исполнителем.

## Варианты издания
7"-сингл (Италия)
A. «Un buco nella sabbia» — 2:18
B. «Se mi compri un gelato» (Вито Паллавичини, Итало Терцоли, Бернардино Дзаппони, Джорни Крамер) — 1:58
7"-сингл (Япония)
A. «砂にきえた涙の歌詞 (Suna ni kieta namida)» — 2:22
B. «Un buco nella sabbia» — 2:18

## Чарты

### Еженедельные чарты
| Чарт (1964—1965)         | Высшая позиция |
| ------------------------ | -------------- |
| Италия (Musica e dischi) | 7              |
| Япония (Oricon)          | 1              |

### Годовые чарты
| Чарт (1965)     | Позиция |
| --------------- | ------- |
| Япония (Oricon) | 10      |